# Verwaltungsgemeinschaft Nördlicher Saalkreis
In der Verwaltungsgemeinschaft Nördlicher Saalkreis waren im sachsen-anhaltischen Saalkreis die Gemeinden Domnitz, Nauendorf und Plötz sowie die Stadt Löbejün zusammengeschlossen. Am 1. Januar 2005 wurde sie mit der Verwaltungsgemeinschaft Wettin (ohne die Gemeinde Kloschwitz, die zur Verwaltungsgemeinschaft Westlicher Saalkreis kam) zur neuen Verwaltungsgemeinschaft Saalkreis Nord zusammengeschlossen.